# Glynor Plet
Glynor Plet (Amsterdam, 30 januari 1987) is een voormalig Nederlands-Surinaamse voetballer die bij voorkeur als spits speelde. Hij speelde onder meer voor FC Lisse, Telstar, Heracles Almelo en FC Twente.

## Carrière

### FC Den Bosch
Plet debuteert in seizoen 2005/06 bij FC Den Bosch in het betaalde voetbal. Zijn inbreng bleef beperkt. In twee seizoenen speelde hij achttien duels voor de club in de Eerste divisie en scoorde eenmaal.

### FC Lisse
In seizoen 2007/08 speelde Plet voor FC Lisse in de Zaterdag Hoofdklasse A, waarin hij negentien doelpunten in 23 wedstrijden scoorde.

### Telstar
Hierop werd hij opgepikt door Telstar. In seizoen 2008/09 won hij met de club voor het eerst sinds tijden een periodetitel. Met achttien doelpunten in 37 duels was hij belangrijk voor de club. Ook het jaar erop wist Plet veelvuldig te scoren, 21 maal trof hij doel in 36 wedstrijden.

### Heracles Almelo
In seizoen 2010/11 werd Plet gekocht door Heracles Almelo dat op zoek was naar een nieuwe spits na het vertrek van Bas Dost. In zijn eerste seizoen voor de Almeloërs scoorde hij zeven doelpunten in 22 duels. In het seizoen 2011/12 wekte hij de belangstelling van FC Twente door na 19 duels 10 doelpunten gescoord te hebben.

### FC Twente
In seizoen 2011/12 stond hij na negentien duels op tien doelpunten, waarna hij door FC Twente in de winterstop gekocht werd van Heracles. Bij FC Twente tekende hij een contract voor 3,5 jaar met een optie voor een extra seizoen. De club hoopte met het aantrekken van Plet het vertrek van Marc Janko op te vangen. Met Luuk de Jong had het nog slechts een centrumspits in de selectie. Plet debuteerde voor FC Twente tegen zijn oude club Heracles. FC Twente verloor die wedstrijd. Nog geen week later debuteerde Plet ook in Europees verband. In de uitwedstrijd tegen Steaua Boekarest werd met 0-1 gewonnen. In de zomer van 2012 werd bekendgemaakt dat Plet mocht uitkijken naar een nieuwe club, ondanks het vertrek van Luuk de Jong naar Borussia Mönchengladbach en zijn vier goals in de voorrondes van de Europa League.

### KRC Genk
Op 31 augustus 2012 werd Plet door Twente verhuurd aan KRC Genk. Plet kreeg de rol van supersub bij Genk. Hij begon van de 27 competitiewedstrijden er slechts 8 in de basis , maar maakte toch tien doelpunten in de competitie. Ook in de Europa League was Plet belangrijk, tegen zowel Sporting Lissabon (poulefase) als VfB Stuttgart (laatste 32) maakte hij de late gelijkmaker. Beide wedstrijden eindigden in 1-1.
Met Racing Genk wist Plet in dat seizoen de Beker van België te winnen, na zeges op o.m. Standard, Zulte Waregem en Anderlecht. In de eerste wedstrijd, een 0-6 op derdeklasser Royale Union Saint-Gilloise, verdubbelde Plet de score met een kopbal. Verder zou hij geen doel meer treffen in de beker. In de halve finale tegen Anderlecht miste Plet zijn penalty in de serie, maar Genk bekerde toch verder en won de finale.
In zijn laatste wedstrijd voor Racing Genk maakte Plet zijn honderdste doelpunt in zijn carrière. Hij maakte de 1-1 tegen SC Lokeren, waarna hij ook de assist op de 2-1 verzorgde. Genk besloot in overleg met Twente dat Plet, ondanks zijn totale productie van 13 goals, terug mocht naar Twente.

### Hapoel Beër Sjeva
Bij terugkomst in Enschede bleek dat hij geen uitzicht had op speeltijd. Daarom werd zijn contract in goed overleg ontbonden op 31 augustus. Op 23 september verbond hij zich voor één jaar aan Hapoel Beër Sjeva uit Israël. Plet scoorde er in zijn eerste elf wedstrijden twee keer. Daarna ging het beter.
Op 4 januari maakte Plet het eerste doelpunt van Hapoel Beër in 2014, tegen Hapoel Acre (1-1). Uiteindelijk kwam Plet tot 11 competitiedoelpunten en 2 bekerdoelpunten, waarmee hij in beide competities clubtopscorer werd. Op de nationale topscorerslijst werd Plet 5de. Het doelpunt van Plet in de wedstrijd tegen Maccabi Tel Aviv (3-1 verlies) werd door het Israëlische tv-station One verkozen tot Doelpunt van het jaar. Met Hapoel Beër plaatste Plet zich voor de Europa League, dankzij een tweede plaats in de competitie.
Ondanks zijn clubtopscorerstitels (beker+competitie) en aandringen van fans en bestuur, besloot Plet zijn contract bij Hapoel Beër Sjeva niet te verlengen.

### SV Zulte Waregem
Op 9 juli 2014 werd Plet gepresenteerd als aanwinst van Zulte Waregem uit België, waar hij eerder al met succes voor Racing Genk had gespeeld. Hij maakte op 17 juli 2014, in de heenmatch van de tweede voorronde van de Europa League, tegen Zawisza Bydgoszcz (2-1) zijn debuut. Dit luisterde hij op met een goal (1-0). In de terugmatch scoorde Plet ook, de 0-1 in een met 1-3 gewonnen wedstrijd.
Zijn competitiedebuut maakte Plet op 27 juli, in de thuiswedstrijd tegen KV Kortrijk. Waregem won met 2-0. Op 10 augustus 2014 maakte Plet tegen Club Brugge (1-1) zijn honderdste competitiedoelpunt in zijn carrière, wat tevens zijn eerste was voor Essevee. De competitiestart van Zulte-Waregem was echter niet goed, waardoor de club zakte naar de onderste plaatsen van het klassement. Plet wist in die periode nog slechts één competitiegoal te maken, waardoor coach Francky Dury hem naar de bank, en later zelfs naar de tribune verwees. In januari 2015 kreeg Plet te horen dat hij mocht uitkijken naar een nieuwe club.

### Go Ahead Eagles
Zulte Waregem verhuurde Plet in januari 2015 voor een half jaar aan Go Ahead Eagles. Daarmee degradeerde hij een half jaar later uit de Eredivisie. Plet wist als speler van de Eagles slechts één keer doel te treffen, op bezoek bij FC Dordrecht (1-1). Nadat Go Ahead was gedegradeerd, keerde Plet terug naar Zulte Waregem.

### Maccabi Haifa
Plet tekende in september 2015 een contract tot medio 2017 bij Maccabi Haifa. Dat nam hem over van SV Zulte Waregem, waar zijn contract eigenlijk nog tot medio 2017 doorliep.

### Telstar
In 2019 tekende Plet een tweejarig contract bij Telstar.
Op 19 augustus 2022 scoorde Plet zijn 100ste doelpunt in het Nederlands betaalde voetbal. Door zijn doelpunt op 13 mei 2023 tegen MVV Maastricht behaalde hij het doelpuntenaantal van 89 voor Telstar, waarmee hij zich kroonde tot topscorer aller tijden.

## Carrièrestatistieken
| Seizoen | Club              | Competitie     | Competitie | Competitie | Beker | Beker | Overig | Overig | Totaal | Totaal |
| Seizoen | Club              | Competitie     | Wed.       | Dlp.       | Wed.  | Dlp.  | Wed.   | Dlp.   | Wed.   | Dlp.   |
| ------- | ----------------- | -------------- | ---------- | ---------- | ----- | ----- | ------ | ------ | ------ | ------ |
| 2005/06 | FC Den Bosch      | Eerste divisie | 6          | 0          | 0     | 0     | 0      | 0      | 6      | 0      |
| 2006/07 | FC Den Bosch      | Eerste divisie | 12         | 1          | 0     | 0     | 0      | 0      | 12     | 1      |
| 2007/08 | FC Lisse          | Vierde divisie | 23         | 19         | 0     | 0     | 0      | 0      | 23     | 19     |
| 2008/09 | Telstar           | Eerste divisie | 35         | 17         | 0     | 0     | 2      | 0      | 37     | 18     |
| 2009/10 | Telstar           | Eerste divisie | 36         | 22         | 0     | 0     | 0      | 0      | 36     | 21     |
| 2010/11 | Heracles Almelo   | Eredivisie     | 24         | 8          | 2     | 1     | 0      | 0      | 26     | 9      |
| 2011/12 | Heracles Almelo   | Eredivisie     | 19         | 10         | 3     | 4     | 0      | 0      | 22     | 14     |
| 2011/12 | FC Twente         | Eredivisie     | 14         | 2          | 0     | 0     | 3      | 0      | 17     | 2      |
| 2012/13 | → KRC Genk        | Eerste klasse  | 27         | 10         | 7     | 1     | 8      | 2      | 42     | 13     |
| 2013/14 | Hapoel Beër Sjeva | Ligat Ha'Al    | 31         | 11         | 2     | 2     | 0      | 0      | 33     | 13     |
| 2014/15 | Zulte Waregem     | Eerste klasse  | 18         | 2          | 3     | 2     | 3      | 3      | 24     | 7      |
| 2014/15 | →Go Ahead Eagles  | Eredivisie     | 13         | 1          | 0     | 0     | 2      | 0      | 15     | 1      |
| 2015/16 | Maccabi Haifa     | Ligat Ha'Al    | 20         | 8          | 8     | 6     | 0      | 0      | 28     | 14     |
| 2016/17 | Maccabi Haifa     | Ligat Ha'Al    | 13         | 3          | 1     | 0     | 0      | 0      | 14     | 3      |
| 2016/17 | Alanyaspor        | Süper Lig      | 10         | 1          | 0     | 0     | 0      | 0      | 10     | 1      |
| 2019/20 | Telstar           | Eerste divisie | 21         | 7          | 2     | 0     | 0      | 0      | 23     | 7      |
| 2020/21 | Telstar           | Eerste divisie | 35         | 19         | 1     | 0     | 0      | 0      | 36     | 19     |
| 2021/22 | Telstar           | Eerste divisie | 36         | 13         | 2     | 1     | 0      | 0      | 38     | 14     |
| 2022/23 | Telstar           | Eerste divisie | 36         | 11         | 2     | 0     | 0      | 0      | 38     | 11     |
| Totaal  | Totaal            | Totaal         | 429        | 165        | 33    | 17    | 14     | 5      | 480    | 187    |

## Erelijst
| Competitie           |          |          |          |          |
| Competitie           | Aantal   | Jaren    |          |          |
| FC Lisse             | FC Lisse | FC Lisse | FC Lisse | FC Lisse |
| -------------------- | -------- | -------- | -------- | -------- |
| Kampioen Hoofdklasse | 1x       | 2007/08  |          |          |
| KRC Genk             |          |          |          |          |
| Beker van België     | 1x       | 2012/13  |          |          |